# Isoperla phalerata
Isoperla phalerata és una espècie d'insecte plecòpter pertanyent a la família dels perlòdids.

## Hàbitat
En el seu estadi immadur és aquàtic i viu a l'aigua dolça, mentre que com a adult és terrestre i volador.

## Distribució geogràfica
Es troba a Nord-amèrica: els Estats Units (Colorado, Idaho, Nou Mèxic, Oregon, Dakota del Sud, Utah i Wyoming).